# شرباخ
شرباخ (به فرانسوی: Schorbach) یک کمون در فرانسه است که در Canton of Bitche واقع شده‌است.

## خصوصیات
شرباخ ۱۳٫۳۶ کیلومترمربع مساحت و ۶۲۱ نفر جمعیت دارد و ۴۱۵ متر بالاتر از سطح دریا واقع شده‌است.